# Xã Jefferson, Quận Fayette, Iowa
Xã Jefferson (tiếng Anh: Jefferson Township) là một xã thuộc quận Fayette, tiểu bang Iowa, Hoa Kỳ. Năm 2010, dân số của xã này là 6.910 người.